# 奈伐库单抗
奈伐库单抗（INN：Nesvacumab），或译奈伐苏单抗、耐斯伐库单抗，是一种实验性单克隆抗体，最初设计用于治疗癌症。它的靶标是血管生成素2。截至2017年5月，该药物正处于治疗糖尿病性黄斑水肿的II期临床试验中。该药物由再生元制药公司开发。